# Пасовка співоча
Пасовка співоча (Melospiza melodia) — вид горобцеподібних птахів родини Passerellidae. Раніше його відносили до родини вівсянкових (Emberizidae).

## Поширення
Вид поширений в Північній Америці. Трапляється на вологих луках та болотистих місцевостях в Канаді, США та на півночі Мексики. На зимівлю північні популяції мігрують на південь США та у Мексику.

## Опис
Птах завдовжки 11-17 см, з розмахом крил 18-25 см та вагою 12-53 г. Голова, спина, крила та хвіст коричневі з чорними смугами. Маківка голови темно-коричневого кольору. Лице сіре з коричневою смугою через око. Горло, груди та черево білі з чорними та коричневими смугами.

## Спосіб життя
Мешкає у болотистих місцевостях. Також трапляються на сільськогосподарських полях та у містах. Живиться насінням та комахами. Гніздо облаштовує у захищеному місці на землі, або серед гілок чагарників невисоко над землею.